# Trichosteleum punctatulum
Trichosteleum punctatulum là một loài rêu trong họ Sematophyllaceae. Loài này được (Müll. Hal.) Broth. mô tả khoa học đầu tiên năm 1906.